# Donna Karan
Donna Karan, właśc. Donna Ivy Faske (ur. 2 października 1948 w Queens, okręgu Nowego Jorku), znana również pod pseudonimem „DK” – amerykańska projektantka mody i twórczyni Donna Karan New York (etykiety odzieżowe DKNY).

## Życiorys
Donna Ivy Faske urodziła się w rodzinie o korzeniach żydowskich. Jej mama Helen samotnie wychowywała ją i jej siostrę Gail, kiedy to ojciec – Gabby Faske zmarł w 1951 roku. Był on krawcem mody męskiej, natomiast jego żona była modelką oraz sprzedawczynią w sklepach na Seventh Avenue. Rodzina Faske po czasie przeprowadziła się z centrum Nowego Jorku na Long Island.
W 1967 roku Donna dostała się do Parson School of Design. W kolejnym roku otrzymała ofertę stażu letniego u projektantki Anny Klein. W 1969 roku na stałe dołączyła do zespołu i odeszła z uczelni.
Donna wyszła za mąż za Marka Karana, z którym w 1974 roku zostali rodzice ich jedynej córki Gabrielle. Para rozwiodła się w 1978 roku.
Donna Karan w 1983 roku ponownie wyszła za mąż za Stephana Weissa – rzeźbiarza i malarza. Jest on autorem butelek perfum marki DKNY. Artysta zmarł na raka płuc 10 lipca 2001 roku.
Karan obecnie mieszka w East Hampton w stanie Nowy Jork i utrzymuje rezydencje w Nowym Jorku oraz na Turks i Caicos.

### Kariera
Karan rozpoczęła swoją karierę jako asystentka projektantki Anne Klein w latach 60. Jako asystentka Klein, Karan była uczestnikiem Bitwy Versailles Fashion Show 28 listopada 1973 roku. 
Kiedy Anne Klein zmarła w 1974 roku na raka piersi, Takihyo Corporation z Japonii został nowym właścicielem marki, a Karan wraz ze swoim byłym przyjacielem Louis Dell'Ollio, zostali głównymi projektantami domu.
W roku 1984 Karan i Takihyo Corporation rozpoczęli własną działalność, by „zaprojektować nowoczesne ubrania dla nowoczesnych ludzi”. Donna pokazała swoją pierwszą kolekcję ubrań dla kobiet w 1985 roku. Karan stała się znana ze swojej kolekcji „Essentials”, początkowo oferując siedem prostych elementów, które można w całości wymieszać i dopasować oraz stworzyć w pełni zintegrowana szafę.
W roku 1988 Karan została nazywana królową Siódmej Alei. Przedłużając linie „Donna Karan New York” stworzyła tańszą linię odzieży dla młodych kobiet, o nazwie „DKNY”. Dwa lata później stworzyła „DKNY Jeans”. „DKNY” dla mężczyzn został wprowadzony w 1992 roku, rok po kolekcji „Signature”.
W 2008 roku międzynarodowa grupa na rzecz praw zwierząt PETA wszczęła kampanię przeciwko Karan.

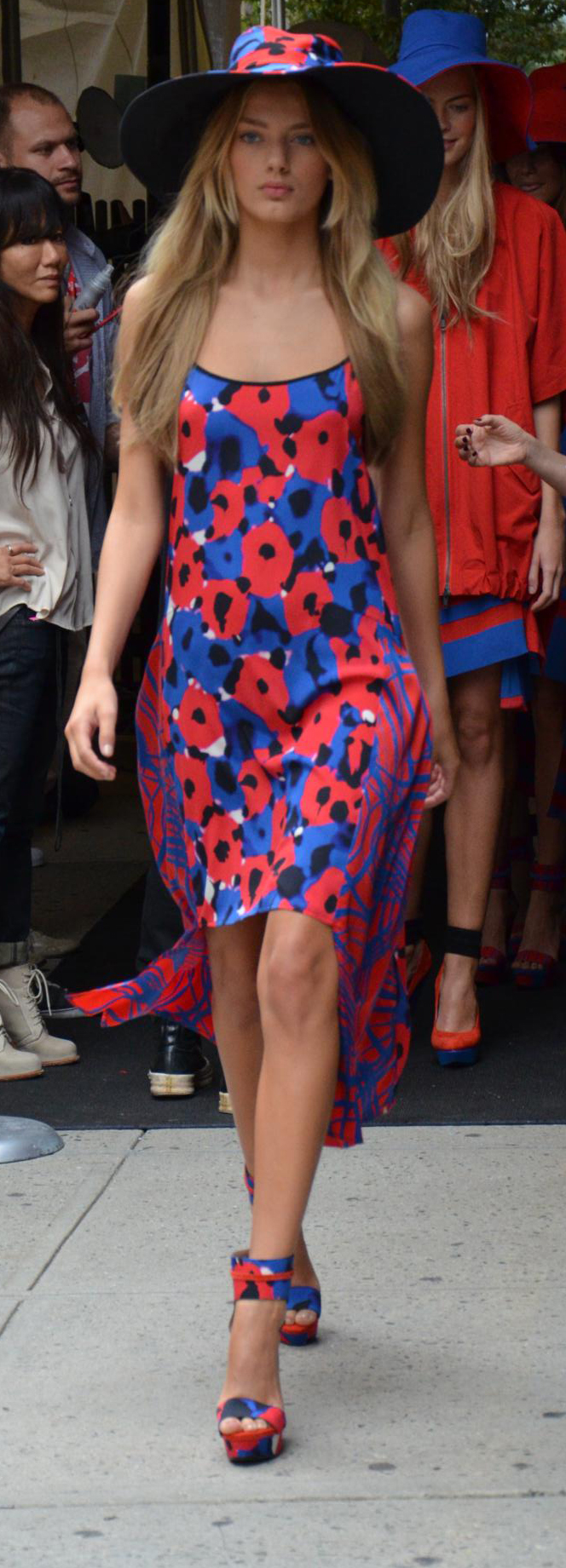
Kolekcja wiosenna DKNY (2012)

## Nagrody
Karan zdobyła nagrodę krytyków amerykańskiej mody w 1977 roku i ponownie w 1982 roku (wraz z Louisem Dell'Ollio dla Anne Klein). Została wprowadzona do Coty Hall of Fame w 1984 roku. Rada Fashion Designers of America (CFDA) przyznała jej tytuł projektanta roku odzieży męskiej (1992) oraz projektanta roku odzieży damskiej (1990 i 1996). Była nominowana po raz ostatni w 2003 roku i została uhonorowana nagrodą za całokształt twórczości przez CFDA w 2004 roku. Zdobyła nagrody specjalne CFDA w 1985, 1986 i 1987.